# Olivier Dupard

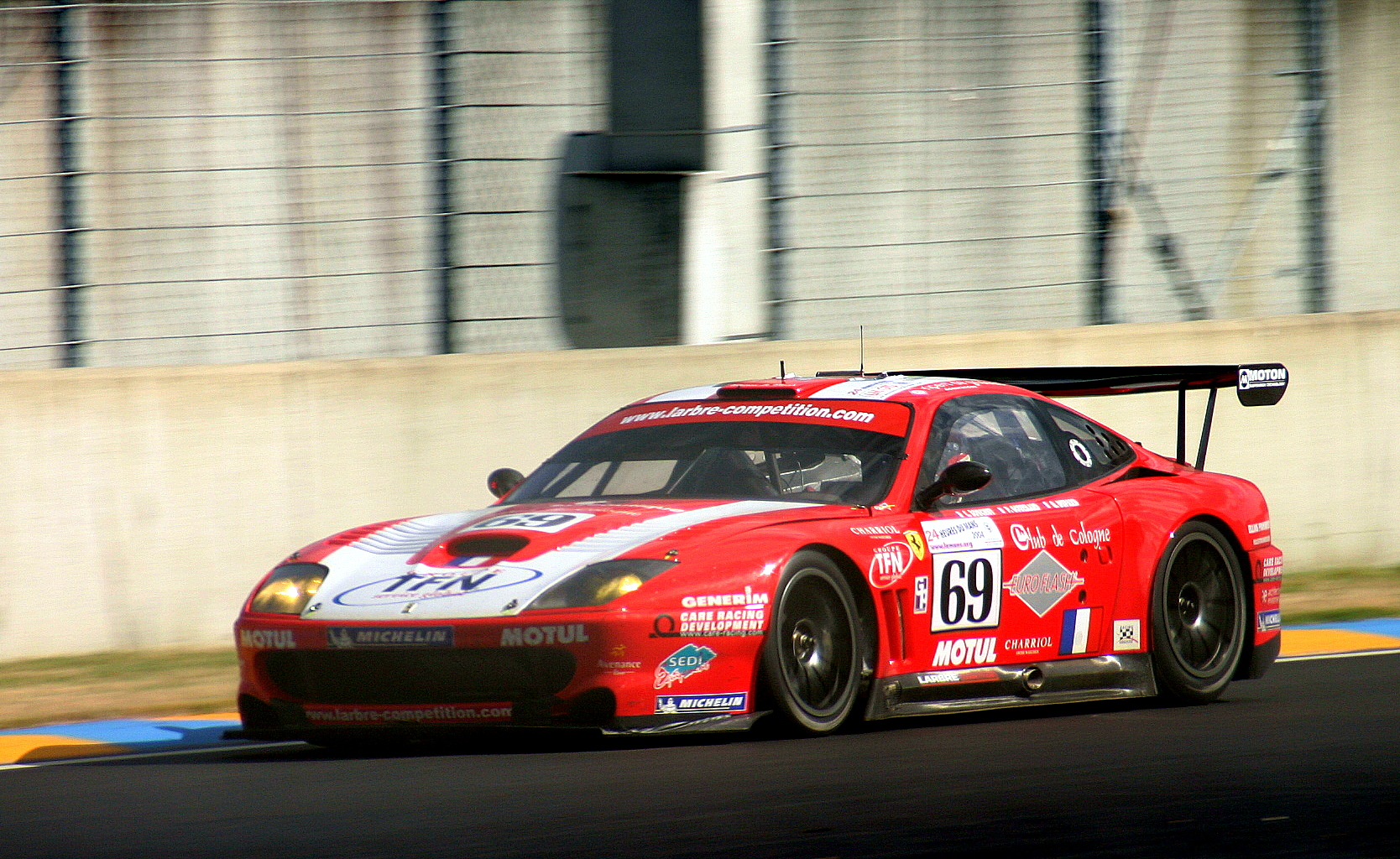
Der Ferrari 550 GTS Maranello mit dem Olivier Dupard beim 24-Stunden-Rennen von Le Mans 2004 am Start war

Olivier Dupard (* 25. Dezember 1965 in Autun) ist ein ehemaliger französischer Autorennfahrer.

## Karriere im Motorsport
Olivier Dupard war in den 2000er-Jahren im französischen und internationalen GT-Sport aktiv. Zweimal bestritt der für Larbre Compétition das 24-Stunden-Rennen von Le Mans. Beide Male war ein Ferrari 550 GTS Maranello das Einsatzfahrzeug. 2004 wurde er gemeinsam mit Patrice Goueslard und Christophe Bouchut 14. in der Gesamtwertung und Fünfter in der GTS-Klasse. 2005 – mit Goueslard und Vincent Vosse – beendete er das Rennen an der 12. Stelle und wurde Vierter in der GT1-Klasse.

## Statistik

### Le-Mans-Ergebnisse
| Jahr | Team               | Fahrzeug                  | Teamkollege       | Teamkollege        | Platzierung | Ausfallgrund |
| ---- | ------------------ | ------------------------- | ----------------- | ------------------ | ----------- | ------------ |
| 2004 | Larbre Compétition | Ferrari 550 GTS Maranello | Patrice Goueslard | Christophe Bouchut | Rang 14     |              |
| 2005 | Larbre Compétition | Ferrari 550 GTS Maranello | Patrice Goueslard | Vincent Vosse      | Rang 12     |              |